# Prochiloneurus
Prochiloneurus is een geslacht van vliesvleugeligen uit de familie Encyrtidae. De wetenschappelijke naam van dit geslacht is voor het eerst geldig gepubliceerd in 1915 door Silvestri.

## Soorten
Het geslacht Prochiloneurus omvat de volgende soorten:
- Prochiloneurus aegyptiacus (Mercet, 1929)
- Prochiloneurus agarwali Hayat, 1981
- Prochiloneurus albifuniculus (Hayat, Alam & Agarwal, 1975)
- Prochiloneurus albioviductus (Girault, 1925)
- Prochiloneurus americanus (Girault, 1917)
- Prochiloneurus annulatus (Ferrière, 1951)
- Prochiloneurus aureipleurum (Girault, 1932)
- Prochiloneurus bellulus Hayat, 2006
- Prochiloneurus bolivari Mercet, 1919
- Prochiloneurus cabrerai Mercet, 1919
- Prochiloneurus clavatus (Girault, 1915)
- Prochiloneurus comperei Viggiani, 1970
- Prochiloneurus dactylopii (Howard, 1885)
- Prochiloneurus indicus Shafee, Alam & Agarwal, 1975
- Prochiloneurus io (Girault, 1920)
- Prochiloneurus javanicus (Ferrière, 1951)
- Prochiloneurus modestus (Timberlake, 1924)
- Prochiloneurus nagasakiensis (Ishii, 1928)
- Prochiloneurus nigricornis (Girault, 1920)
- Prochiloneurus nigriflagellum (Girault, 1932)
- Prochiloneurus oviductus (Girault, 1915)
- Prochiloneurus pulchellus Silvestri, 1915
- Prochiloneurus rex (Girault, 1920)
- Prochiloneurus rumaki Sugonjaev, 2005
- Prochiloneurus rungsi Masi, 1934
- Prochiloneurus seini (Dozier, 1927)
- Prochiloneurus taurus (Girault, 1923)
- Prochiloneurus testaceus (Agarwal, 1965)
- Prochiloneurus valparianus Mani & Kaul, 1974